# Базовый договор об отношениях между Японией и Кореей
Базовый договор об отношениях между Японией и Кореей (яп. 日韓基本条約 Никкан Кихон Дзё:яку); (кор. 한일기본조약?, 韓日基本條約?, Ханиль Кибон Чояк) — договор, заключённый между Японией и Южной Кореей 22 июня 1965 года. Нормализовал двусторонние отношения и установил базовые принципы взаимодействия между двумя государствами.
Договор объявлял договоры, заключённые между Корейской и Японской империями 22 августа 1910 год или ранее, юридически недействительными  и признавал правительство Республики Корея единственным законным правительством на Корейском полуострове.
Поскольку ранее Япония выплатила Южной Корее около 800 миллионов долларов в виде субсидий и ссуд с низким процентом, Корея отказывалась от требований дальнейших компенсаций за преступления, допущенные в период японского колониального правления.